# 27 септември
27 септември е 270-ият ден в годината според григорианския календар (271-ви през високосна). Остават 95 дни до края на годината.

## Събития
- 1529 г. – Започва Обсадата на Виена, след като Сюлейман I напада града.
- 1540 г. – Папа Павел III узаконява, създадения шест години по-рано от Игнаций Лойола, Общество на Исус (йезуитите).
- 1821 г. – Мексико получава независимостта си от Испания.
- 1822 г. – Жан-Франсоа Шамполион обявява, че е разшифровал Розетския камък.
- 1825 г. – Пусната е в експлоатация първата в света пътническа железопътна линия между английските градове Стоктън он Тийс и Дарлингтън (40 km).
- 1854 г. – Параходът Арктик с 300 души на борда потъва. Това е първото голямо бедствие в Атлантическия океан.
- 1864 г. – Хаджи Димитър се прехвърля във Влашко след неуспешен опит да бъде ликвидиран търновския гръцки митрополит.
- 1877 г. – Руско-турската война (1877-1878): В щаба на руската армия пристига генерал Едуард Тотлебен, който е определен да поеме ръководството на военните действия край Плевен.
- 1885 г. – В Харков е открит Южноруският технологически институт – първото висше техническо учебно заведение в Русия.
- 1898 г. – Открита е жп линията Гебедже (днес Белослав) – Варна (15 km).
- 1903 г. – Избухва Кръстовденското въстание.
- 1918 г. – Владайското въстание: Въстаниците обявяват, че монархията е свалена и България става република (т.нар. Радомирска република) с председател Александър Стамболийски.
- 1922 г. – Гръцкият крал Константинос I абдикира от трона в полза на най-възрастния си син Георгиос II.
- 1937 г. – Балийският тигър е обявен за изчезнал животински вид.
- 1940 г. – Втора световна война: В Берлин е подписан Тристранния пакт – съюзен договор между Нацистка Германия, Фашистка Италия и Японската империя.
- 1946 г. – XXVI обикновено народно събрание приема Закон за кинокултурата, според който грижата за „правилното ѝ развитие“ принадлежи на държавата.
- 1959 г. – Около 5000 души умират на главния японски остров Хоншу след преминаването на тайфун.
- 1962 г. – С Постановление №162 в Търново е основан Висш педагогически институт „Братя Кирил и Методий“, който по-късно прераства във Великотърновски университет „Св. св. Кирил и Методий“.
- 1964 г. – Комисията „Уорън“ решава, че единствено Ли Харви Осуалд е виновен за убийството на президента на САЩ Джон Кенеди, извършено на 22 ноември 1963 година.
- 1972 г. – На двудневно посещение в Народна република България пристига генералният секретар на Румънската комунистическа партия и председател на Държавния съвет на Социалистическа република Румъния Николае Чаушеску.
- 1977 г. – Полет 715 на „Джапан Еър Лайнс“ се разбива при заход към летище „Султан Абдул Азиз Шах“, Субанг, Малайзия и убива 34 от 69-те души на борда.
- 1983 г. – Ричард Столман представя проекта GNU за разработване на свободна операционна система, подобна на UNIX.
- 1996 г. – В обръщение по БНТ президентът д-р Желю Желев обявява, че е изпратил лична молба до МВФ за финансова помощ за България.
- 1998 г. – Интернет търсачката на Google обявява, че това е нейният рожден ден.
- 2000 г. – Съдът официално реабилитира д-р Г. М. Димитров, осъден задочно през 1940-те години за „антидържавна дейност“.
- 2003 г. – Изстрелян е апаратът на Европейската космическа агенция СМАРТ-1, предназначен за изследване на Луната от лунна орбита.

## Родени
- 1389 г. – Козимо Медичи, основател на династията Медичи († 1464 г.)
- 1271 г. – Вацлав II, Крал на Бохемия († 1305 г.)
- 1601 г. – Луи XIII, крал на Франция († 1643 г.)
- 1783 г. – Агустин де Итурбиде, първи император на Мексико († 1824 г.)
- 1805 г. – Георг Мюлер, немски мисионер († 1898 г.)
- 1871 г. – Грация Деледа, италианска писателка, Нобелов лауреат († 1936 г.)
- 1878 г. – Яни Попов, български революционер († 1954 г.)
- 1879 г. – Михаил Джеров, български революционер († 1944 г.)
- 1882 г. – Апостол Дограмаджиев, български революционер († 1935 г.)
- 1888 г. – Николай Бухарин, съветски политик († 1938 г.)
- 1894 г. – Ото Нагел, немски художник и график († 1967 г.)
- 1904 г. – Димитър Ангелов, български учител († 1977 г.)
- 1904 г. – Едвард Коцбек, словенски поет, писател и публицист († 1981 г.)
- 1912 г. – Илия Йосифов, български оперен певец († 1993 г.)
- 1913 г. – Албърт Елис, американски психолог († 2007 г.)
- 1918 г. – Мартин Райл, британски радио астроном, Нобелов лауреат († 1984 г.)
- 1920 г. – Таки Хрисик, югославски композитор († 1983 г.)
- 1921 г. – Миклош Янчо, унгарски филмов режисьор († 2014 г.)
- 1922 г. —
  - Богомил Симеонов, български актьор († 1991 г.)
  - Артър Пен, американски режисьор († 2010 г.)
- 1923 г. – Пенчо Богданов, български актьор и режисьор († 2013 г.)
- 1926 г. – Кръстьо Манчев, български историк и балканист († 2019 г.)
- 1931 г. – Кина Къдрева, българска детска писателка († 2020 г.)
- 1933 г. – Стефан Димитров, български актьор († 1990 г.)
- 1947 г. – Мийт Лоуф, американски певец и актьор († 2022 г.)
- 1952 г. – Думитру Прунариу, румънски космонавт
- 1953 г. – Клаудио Джентиле, италиански футболист
- 1955 г. – Спас Джевизов, български футболист
- 1956 г. – Боряна Пунчева, българска актриса и режисьор
- 1958 г. – Ървин Уелш, шотландски романист
- 1961 г. – Иван Станчев, български полицай
- 1964 г. – Алфред Бекер, германски писател
- 1964 г. – Владо Стоянов, български футболист († 2019 г.)
- 1965 г. – Мария Шрадер, германска актриса
- 1965 г. – Рошди Зем, френски киноактьор
- 1972 г. – Гуинет Полтроу, американска актриса
- 1974 г. – Георги Владимиров, български историк
- 1982 г. – Лил Уейн, американски рапър
- 1982 г. – Маркус Русенбери, шведски футболист
- 1984 г. – Аврил Лавин, канадска певица

## Починали
- 1657 г. – Олимпия Майдалкини, италианска благородничка (* 1594 г.)
- 1700 г. – Инокентий XII, римски папа (* 1615 г.)
- 1891 г. – Александър Екзарх, български общественик (* 1810 г.)
- 1901 г. – Иван Драсов, български революционер и общественик (* 1848 г.)
- 1905 г. – Коте Христов, гръцки андартски капитан (* 1863 г.)
- 1913 г. – Стоян Поппетров, български революционер (* 1874 г.)
- 1917 г. – Едгар Дега, френски художник (* 1834 г.)
- 1924 г. – Александър Буйнов, български революционер (* 1879 г.)
- 1924 г. – Стойо Хаджиев, български революционер (* 1880 г.)
- 1926 г. – Гоно Манчев, български революционер (* 1883 г.)
- 1939 г. – Стефан Костов, Ст. Л. Костов български писател и етнограф (* 1879 г.)
- 1940 г. – Юлиус Вагнер-Яурег, австрийски лекар, Нобелов лауреат (* 1857 г.)
- 1941 г. – Никола Ботушев, деец на БКП (* 1897 г.)
- 1944 г. – Аристид Майол, френски художник (* 1861 г.)
- 1944 г. – Георги Тановски, български военен деец (* 1883 г.)
- 1944 г. – Сергей Прокудин-Горски, руски фотограф (* 1863 г.)
- 1974 г. – Георги Кулишев, български политик (* 1885 г.)
- 1986 г. – Клиф Бъртън, американски музикант (Metallica) (* 1962 г.)
- 1999 г. – Драган Тенев, български писател и тв журналист (* 1919 г.)
- 2000 г. – Надя Афеян, българска оперна певица (* 1917 г.)
- 2002 г. – Стефан Христов, български учен (* 1910)
- 2005 г. – Карл Декер, австрийски футболист (* 1921 г.)
- 2008 г. – Ивелин Димитров, български музикант (* 1931 г.)
- 2010 г. – Анастасия Костова, българска народна певица (* 1935 г.)
- 2017 г. – Хю Хефнър, американски издател (* 1926 г.)
- 2024 г. – Маги Смит, английска киноактриса (* 1934 г.)

## Празници
- Световен ден на туризма – Отбелязва се от 1980 г. по повод приемането на устава на Световната организация по туризъм
- Украйна – Ден на машиностроенето